# هسته آینه
هسته‌های آینه‌ای(به انگلیسی: Mirror nuclei) هسته‌هایی هستند که عدد اتمی هستۀ اول با عدد نوترونی (تعداد نوترون) هستۀ دوم و عدد اتمی هستۀ دومی با عدد نوترونی هستۀ اول برابر است. به عبارتی اگر N معرف تعداد نوترون های هسته و Z معرف عدد اتمی هسته باشد:
Z۱=N۲ و Z۲=N۱.
به عنوان مثال هسته‌های زیر هسته‌های آینه‌ای محسوب می‌شوند:
- ۳H و ۳He   Jpi=۱/۲+
- ۱۴C و ۱۴O   Jpi=۰+
- ۱۵N و ۱۵O   Jpi=۱/۲-
- ۲۴Na و ۲۴Al   Jpi=۴+
- ۲۴mNa و ۲۴mAl   Jpi=۱+